# Divize A
Divize A patří společně s ostatními divizemi mezi čtvrté nejvyšší fotbalové soutěže v Česku. Je řízena Řídící komisí pro Čechy. Hraje se každý rok od léta do jara se zimní přestávkou. Účastní se jí 16 týmů, každý s každým hraje jednou na domácím hřišti a jednou na hřišti soupeře. Celkem se tedy hraje 30 kol. Vítězem se stává tým s nejvyšším počtem bodů v tabulce a postupuje do ČFL. Poslední čtyři týmy sestupují do příslušného Krajského přeboru. Do Divize A vždy postupuje vítěz Středočeského přeboru, Jihočeského přeboru, Plzeňského přeboru a Karlovarského přeboru, ale může se zde objevit i tým z Pražského přeboru.
Z důvodu pandemie covidu-19 v Česku byl ročník 2019/20 z rozhodnutí FAČR ukončen po šestnácti odehraných kolech.

## Vítězové
| Ročník  | Vítězný tým                |
| ------- | -------------------------- |
| 1965/66 | TJ Rudá hvězda Cheb        |
| 1966/67 | TJ Slavia Karlovy Vary     |
| 1967/68 | VTJ Dukla Tábor            |
| 1968/69 | TJ Viktoria Žižkov         |
| 1969/70 | TJ Dynamo České Budějovice |
| 1970/71 | TJ Škoda České Budějovice  |
| 1971/72 | TJ Baník Sokolov           |
| 1972/73 | TJ Rudá hvězda Cheb        |
| 1973/74 | TJ Slavia Karlovy Vary     |
| 1974/75 | VTJ Tachov                 |
| 1975/76 | TJ Slavia Karlovy Vary     |
| 1976/77 | TJ Baník Sokolov           |
| 1977/78 | TJ ČKZ Rakovník            |
| 1978/79 | TJ Spartak BS Vlašim       |
| 1979/80 | TJ KŽ Králův Dvůr          |
| 1980/81 | TJ Slavoj Český Krumlov    |
| 1981/82 | VTJ Tábor „B“              |
| 1982/83 | VTJ Tábor „B“              |
| 1983/84 | TJ Rudá hvězda Sušice      |
| 1984/85 | TJ ČSAD Benešov            |

| Ročník  | Vítězný tým                    |
| ------- | ------------------------------ |
| 1985/86 | TJ Slavia IPS Praha junioři    |
| 1986/87 | TJ Bohemians ČKD Praha junioři |
| 1987/88 | TJ Sokol Svéradice             |
| 1988/89 | TJ VS Tábor                    |
| 1989/90 | TJ Montáže Praha               |
| 1990/91 | SSK Motorlet Praha             |
| 1991/92 | SK Dynamo České Budějovice „B“ |
| 1992/93 | AC Sparta Praha „B“            |
| 1993/94 | SK Strakonice 1908             |
| 1994/95 | TJ UD Tachov                   |
| 1995/96 | FK Admira Praha                |
| 1996/97 | TJ Jiskra Třeboň               |
| 1997/98 | SK Smíchov                     |
| 1998/99 | FK Tatran Prachatice           |
| 1999/00 | FK Slavoj Vyšehrad             |
| 2000/01 | SK České Budějovice „B“        |
| 2001/02 | FC Marila Příbram „B“          |
| 2002/03 | FC Dragoun Břevnov             |
| 2003/04 | SK Strakonice 1908             |
| 2004/05 | SK Sparta Krč                  |

| Ročník  | Vítězný tým            |
| ------- | ---------------------- |
| 2005/06 | FC Viktoria Plzeň B    |
| 2006/07 | FK Slavoj Vyšehrad     |
| 2007/08 | FK Viktoria Žižkov B   |
| 2008/09 | FK Loko Vltavín        |
| 2009/10 | FK Kunice              |
| 2010/11 | TJ Jiskra Domažlice    |
| 2011/12 | SK Horní Měcholupy     |
| 2012/13 | FK Admira Praha        |
| 2013/14 | SK Benešov             |
| 2014/15 | FK Tachov              |
| 2015/16 | SK Hořovice            |
| 2016/17 | TJ Sokol Čížová        |
| 2017/18 | FC Slavia Karlovy Vary |
| 2018/19 | FK Admira Praha        |
| 2019/20 | FK Robstav Přeštice    |
| 2020/21 | -----                  |
| 2021/22 | FK Robstav Přeštice    |
| 2022/23 | Sokol Lom              |
| 2023/24 | SK Petřín Plzeň        |
| 2024/25 | SK Aritma Praha        |

### Vícenásobní vítězové
- 4 – FC Slavia Karlovy Vary (1966/67, 1973/74, 1975/76 a 2017/18
- 3 – FK Admira Praha (1995/96, 2012/13 a 2018/19)
- 2 – TJ Baník Sokolov (1971/72 a 1976/77)
- 2 – SK Benešov (1984/85 a 2013/14)
- 2 – FC Union Cheb (1965/66 a 1972/73)
- 2 – VTJ Tábor „B“ (1981/82 a 1982/83)
- 2 – SK Dynamo České Budějovice „B“ (1991/92 a 2000/01)
- 2 – SK Sparta Krč (1989/90 a 2004/05)
- 2 – SK Strakonice 1908 (1993/94 a 2003/04)
- 2 – FK Tachov (1994/95 a 2014/15)
- 2 – FK Slavoj Vyšehrad (1999/00 a 2006/07)
- 2 – FK Robstav Přeštice (2019/20 a 2021/22)